# Мерило, Андрус
А́ндрус Мерило́ (эст. Andrus Merilo, род. 2 июня 1973 года, Таллин, Эстонская ССР) — эстонский военный офицер (генерал-лейтенант), с 1 июля 2024 года командующий Силами обороны Эстонии в целом и Вооружёнными силами Эстонии в частности. 
С 2021 по 2024 год был командиром 1-й пехотной бригады, а с 1 марта до 28 июня 2024 года — заместителем командующего Силами обороны.

## Образование
Окончил в 1991 году в Таллинскую высшую техническую школу.
В 1998 году окончил Финские курсы офицеров запаса, затем в 1998—2002 годах посещал курс кадетов бронетанковых войск в Финском высшем училище сухопутной обороны. В 2004 году прошел курсы младших штабных офицеров в Великобритании и Нидерландах. В 2010 году окончил Колледж штаба армии США (средний уровень образования), а в 2019 году — Военный колледж армии США.
Генерал-майор Мерило говорит на эстонском, английском, финском и русском языках.

## Служба
Начал военную службу в 1992 году в качестве призывника в пехотном батальоне Куперьянова. Он продолжил службу в Эстонской пехотной роте Балтийского батальона. Генерал-майор Мерило служил на многочисленных должностях в Силах обороны, включая должность начальника оперативного отдела штаба Сил обороны Эстонии, начальника администрации начальника обороны, командира разведывательного батальона и командира 1-й пехотной бригады.
Андрус Мерило служил в Ливане и Косово. Был командиром эстонского подразделения ESTPLA-10 в Ираке и командовал подразделением ESTCOY-4 в Афганистане.

## Награды
Андрус Мерило награждён Орденом Орлиного креста (V степени), Крестом «За заслуги» Сил обороны Эстонии, знаком отличия «За выдающиеся заслуги» Сил обороны Эстонии, званием «Офицер года 2007» и множеством других наград.